# La gran esfera
La gran esfera es el quinto álbum de estudio del grupo de indie pop La Casa Azul. Este álbum fue publicado el 22 de marzo de 2019 por el sello independiente Elefant Records. Destaca por su proceso de producción, desarrollado entre 2012 y 2019, y mostrar un sonido novedoso respecto a su trayectoria previa al incluir canciones vinculadas con el synth pop, el trap o el EDM. También por su planteamiento como un álbum de transición que recoge experiencias acaecidas en los últimos años a Guille Milkyway.
Previamente a su lanzamiento se publicaron 4 singles: «Podría ser peor», «El momento», «A T A R A X I A» y «Nunca nadie pudo volar». El día de su publicación en formato físico se publicó una canciones de promoción adicional, «El final del amor eterno», y unos meses después el sexto sencillo de promoción: «Ivy Mike».

## Historia
El 28 de octubre de 2016 La Casa Azul estrenó «Podría ser peor» el primer sencillo. Caracterizado por una melodía alegre y optimista, la temática amorosa, la felicidad, la infelicidad o el dolor del fracaso, y un sonido con guiños al house, arreglos disco, vocoders y europop. "En definitiva la magia de las canciones de Guille, una magia que nos atraviesan el corazón y nos transporta a la felicidad extrema aunque estemos cantando a gritos sobre el desgaste del amor y el deterioro de una relación", según reseñó la discográfica en su web, en la que se ofreció gratuitamente y en plataformas digitales.

"Todo el tiempo pasado se ve de sobra recompensado con tan solo escuchar los primeros segundos de «Podría ser peor», es la esencia de La Casa Azul, esa licuadora de estilos y sonidos que mezcla a la perfección todos los ingredientes que tienen que tener las canciones pop"
Elefant Records (Diario El País, 2016) 

El 30 de enero de 2018 se publicó el segundo sencillo: «El momento». Con un sonido más contemporáneo ofrece vinculaciones con el synthwave y similitudes estilísticas con la música compuesta por Kavinsky, Luke Million o Fred Falke. Guille Milkyway afirmó que la canción sonaba a Daft Punk haciendo Italo disco futurista.

"Me gustan mucho esos sonidos… otra cosa es la canción en sí, que como siempre intento que sea muy melódica, que es lo que me gusta… y eso en realidad es más italiano o francés que alemán, ¿no?."
Guille Milkyway (Je Ne Sais Pop, 2018) 

El 15 de junio de 2018 se publicó el tercer sencillo: «A T A R A X I A». Esta nueva canción vendría acompañada de un videoclip dirigido por Juanma Carrillo. Guille ubicaba este tema en un estilo llamado "trap-phael" ya que mezclaba elementos urbanos del trap con otras influencias de la canción melódica clásica (referenciando a Raphael).

“Mi afán nunca ha sido innovar ni sorprender sino hacer la música que me gusta, intentando cada vez hacerla mejor o más cerca del ideal que tengo en mi cabeza. (…) Para mí sorprender sería cantar acerca de un partido de cricket o hacer un disco de doom o de trap. Bueno, de trap no sorprendería mucho en realidad…”
Guille Milkyway (Je Ne Sais Pop, 2018) 

El cuarto sencillo previo a la publicación del álbum fue «Nunca nadie pudo volar» con un videoclip que mostraba guiños a la comunidad LGBT y la participación del periodista y locutor Juan de Pablos. Temáticamente trata sobre la angustia vital y sobre la tozudez humana desafiando las leyes de la ciencia y procedía de las sesiones de trabajo del anterior álbum La Polinesia Meridional (2011) pero fue descartada entonces. Se inspira en la historia de Franz Reichelt, quien el 4 de febrero de 1912 se lanzó desde la torre Eiffel armado con un traje volador que diseñó él mismo inspirándose en los dibujos de Leonardo da Vinci, cayendo al vacío y muriendo al instante.

“No, no suelo descartar (canciones). No te las sé definir. Había una que era un poco distinta, «Nunca nadie pudo volar». Es una canción que respira una cosa algo distinta”.
Guille Milkyway (Je Ne Sais Pop, 2018) 

El 22 de marzo de 2019 se presentó oficialmente el álbum y se estrenó una nueva canción, «El final del amor eterno», con el estreno a las 00:00h. en YouTube del videoclip realizado por Juanma Carrillo.

"Había un disco ya terminado a finales de 2013; luego por temas personales, y porque yo estaba metido en otras cosas, hubo un parón de un año. Cuando recuperé el disco no me sentía identificado con las canciones. Entonces me puse a grabar otro disco desde cero, intentando dar vueltas sobre la misma idea conceptual de La gran esfera. Volví a tener un parón provocado por el desprendimiento de retina que padecí, y entonces tomé la decisión de coger canciones de aquí y de allá e intentar volver a grabarlas. Eso fue desastroso. Por un tema técnico y estilístico sobre todo, juntar ambos discos fue como hacer un encaje de bolillos."
Guille Milkyway (Je Ne Sais Pop, 2019) 

## Recepción
El álbum, calificado como "de transición" por el artista, que dice no identificarse ya con canciones escritas ocho años atrás, ha sido calificado de "vivificante regreso" tras más de ocho años desde el anterior disco, destacando el carisma de canciones como «Podría ser peor», y el sonido "disco y repetitivo" de «Nunca nadie pudo volar». También se ha dicho que «Saturno» resulta "intrínsecamente gritona", y el álbum en general, una suerte de "estribillo perpetuo".

## Lista de canciones
Todas las canciones escritas y compuestas por Guille Milkyway. 
| N.º   | Título                     | Duración |  |
| 1.    | «Podría ser peor»          | 4:13     |  |
| 2.    | «El final del amor eterno» | 3:57     |  |
| 3.    | «A T A R A X I A»          | 3:36     |  |
| 4.    | «El colapso gravitacional» | 4:10     |  |
| 5.    | «El momento»               | 4:30     |  |
| 6.    | «Nunca nadie pudo volar»   | 4:46     |  |
| 7.    | «Ivy Mike»                 | 3:56     |  |
| 8.    | «Hasta perder el control»  | 4:08     |  |
| 9.    | «Saturno (todo vuela)»     | 4:20     |  |
| 10.   | «Gran esfera»              | 4:42     |  |
| 42:41 |                            |          |  |

## Personal
- Guille Milkyway - interpretación, ingeniería de grabación, mezcla y producción
- Juan Sueiro - ingeniería de grabación y edición
- Xabier Alarcón - masterización
- Lluís Domingo - diseño gráfico y fotografía
- Luis Calvo - diseño gráfico